# كيرتلينغ (كامبريدجشير)
كيرتلينغ (بالإنجليزية: Kirtling)‏ هي أبرشية مدنية تقع في المملكة المتحدة في إنجلترا.